# Казармы Собственного Его Императорского Величества сводного пехотного полка
Казармы Собственного Его Императорского Величества сводного пехотного полка — комплекс исторических зданий в Пушкине. Построены в 1910-е годы. Выявленный объект культурного наследия. Расположены у пересечения Академического проспекта (дома 3, 5, 7 и 8, 10, 12) и Дворцовой улицы (дома 6, 8, 10, 12). Фактически находятся на территории Александровского парка, примыкая к комплексу Феодоровского городка.

## История
Первоначально Сводный пехотный полк, переведённый в Царское Село, был размещён в одноэтажных деревянных казармах вдоль Кузьминской улицы. Комплекс из трёх двухэтажных кирпичных казарм вдоль Фермской дороги был построен около 1910 года по проекту В. И. Яковлева. Тогда же были построены три служебных флигеля. Вдоль Кузьминской (Дворцовой) улицы были возведены 4 офицерских казармы. В одном из зданий казарм (Академический проспект, дом 12) была оборудована церковь во имя Преподобного Серафима Саровского, рядом соорудили звонницу по проекту В. А. Покровского. После Октябрьской революции большинство казарм стали многоквартирными жилыми домами, некоторые помещения в домах на Дворцовой улице переданы Ленинградскому сельскохозяйственному институту (ныне СПбГАУ) для административных нужд и проживания сотрудников, в доме № 12 по Академическому проспекту было общежитие института.

## Состав комплекса
- Академический проспект, 3 — флигель
- Академический проспект, 5 — флигель
- Академический проспект, 7 — флигель
- Академический проспект, 8 — казарма
- Академический проспект, 10 — казарма
- Академический проспект, 12 — казарма, церковь Серафима Саровского
- Дворцовая улица, 6 — офицерская казарма
- Дворцовая улица, 8 — офицерская казарма
- Дворцовая улица, 10 — офицерская казарма
- Дворцовая улица, 12 — офицерская казарма

## Архитектура
Солдатские казармы — двухэтажные здания из неоштукатуренного кирпича с белыми деталями декора. Офицерские казармы оформлены по-разному. Дома 6 и 8 — неоклассические, дом 10 — в стиле модерн. Крайние дома комплекса — 6 и 12 — двухэтажные, средние — 8 и 10 — трёхэтажные.